# Oscar Wilde
Oscar Fingal O'Flahertie Wills Wilde (Dublin, 16 oktober 1854 – Parijs, 30 november 1900) was een schrijver, dichter en estheet van Ierse afkomst die een groot deel van zijn leven in Engeland heeft gewoond.

## Levensloop

### Jong en revolutionair

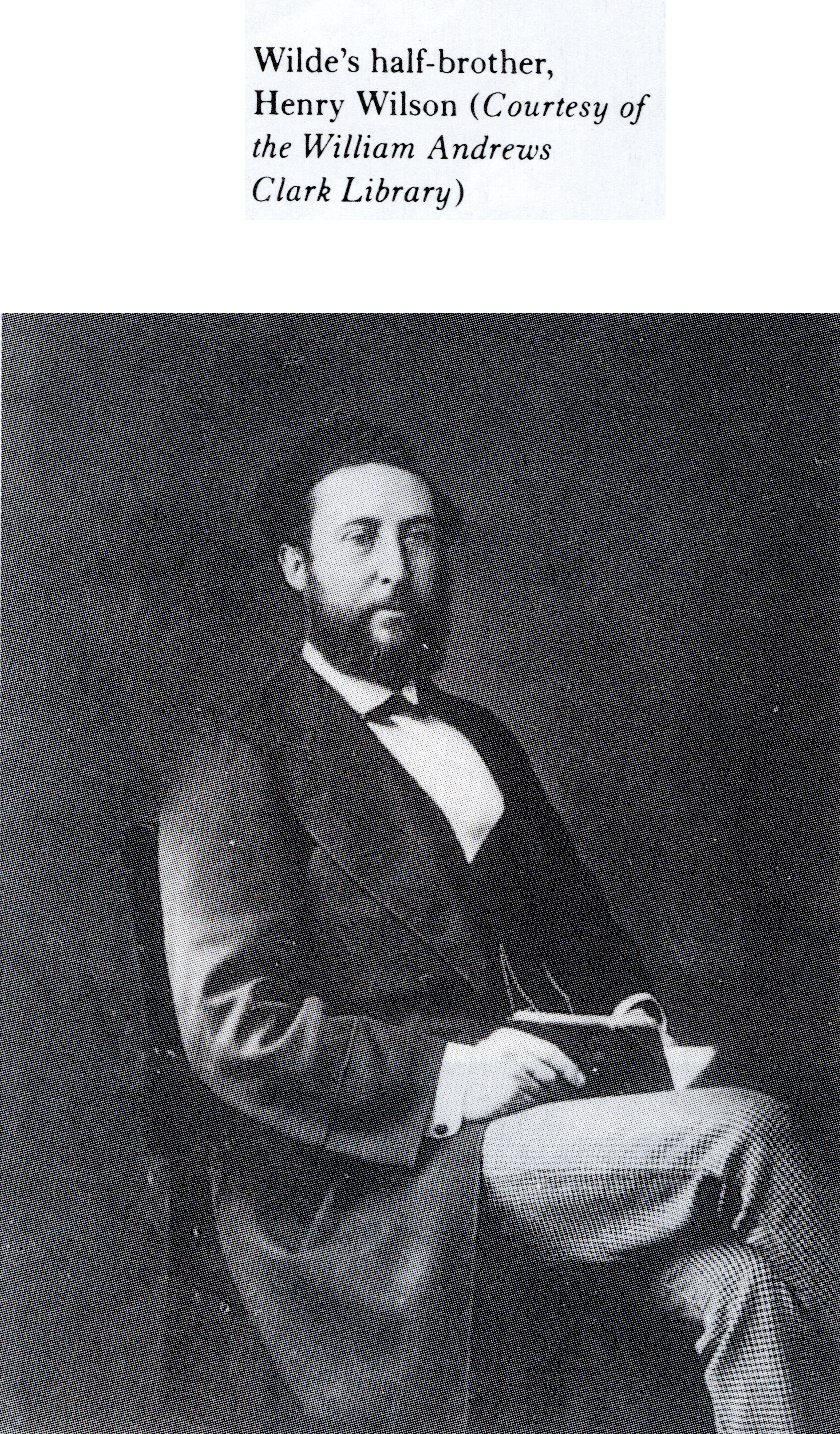
Henry Wilson, Oscar Wildes half-broer

Oscar Wilde werd geboren als de jongste zoon van Sir William en Lady Jane Wilde. Zijn moeder, Jane Francesca Elgee (1826-1896), was in Ierland bekend als een zeer nationalistisch schrijfster onder het pseudoniem Speranza. Ook vertaalde zij boeken uit het Frans en Duits. Zijn vader (1815-1876) was een vooraanstaand oog- en oorchirurg en schreef boeken over archeologie en folklore. Voor hij met Jane trouwde stond hij bekend als rokkenjager. Dit resulteerde in drie buitenechtelijke kinderen waaronder de in 1838 geboren Henry Wilson. Zijn achternaam suggereert: Wilde’s son. De familie Wilde behoorde tot de Anglo-Ierse protestantse bovenlaag van de Ierse bevolking.
Oscar Wilde studeerde klassieke talen aan het Trinity College, van 1871 tot 1874. Hij was een briljant student en sleepte de felbegeerde Berkeley Gold Medal in de wacht. Hierna ging hij naar het Magdalen College in Oxford (1874 - 1878). Daar won hij in 1878 de Newdigate Prize voor zijn gedicht Ravenna. In 1875 ondernam hij een reis naar Italië met zijn vroegere leraar aan het Trinity College, John Pentland Mahaffy en twee jaar later ging hij met dezelfde Mahaffy naar Griekenland, in een tijd waarin het nog geenszins gebruikelijk was dat studenten naar de "bakermat" van hun beschaving reisden.
Tijdens zijn studententijd in Oxford werd Wilde bekend door zijn rol in de esthetische en decadente beweging. Hij liet zijn haar groeien, toonde publiekelijk minachting voor de ‘mannelijke’ sporten en versierde zijn kamer met pauwenveren, lelies, zonnebloemen, Chinees porselein en andere objets d’art. Hij was onder de indruk van de Engelse schrijvers John Ruskin en Walter Pater, die kunst het middelpunt van het leven maakten. Oscar Wilde werd al snel een voorvechter van het esthetische principe ‘Kunst om de kunst’ (l'art pour l'art). Deze stelling van Théophile Gautier werd nieuw leven ingeblazen door de Amerikaanse schilder James McNeill Whistler, een vriend van Wilde. Kunst moest zich volgens Whistler vooral bezighouden met schoonheid in kleur en vormgeving, en niet met de exacte weergave van mensen en zaken, zoals aanbevolen door de criticus John Ruskin. Wilde omarmde het l'art pour l'art-principe met overgave (met misschien als uitzondering The Picture of Dorian Gray).
Na zijn afstuderen in 1878 begon Wilde toneelstukken te schrijven. Het eerste was Vera, or the Nihilists (gepubliceerd in 1880). In 1879 ging hij lezingen geven over esthetische waarden in Londen. Hij placht op grote voet te leven. Na het overlijden van zijn vader voorzag Wilde deels in zijn onderhoud door de opbrengst van enkele bezittingen in Ierland.

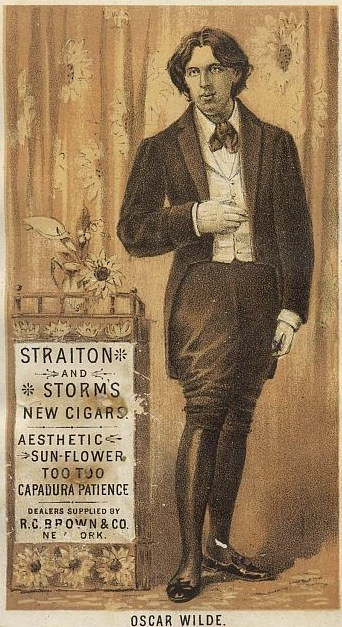
Reclame voor sigaren met behulp van een portret van Wilde, overgenomen van een foto van Napoleon Sarony

### Estheticus en dandy
De figuur van Wilde en zijn estheticisme werden mild bespot in de operette Patience van William S. Gilbert en Arthur Sullivan (1881). Omdat die operette ook in Amerika een succes was, waar niemand wist wie Oscar Wilde was, organiseerde de beroemde impresario Richard D'Oyly Carte een lezingentournee van Wilde door de Verenigde Staten en Canada, die driekwart jaar duurde. Wilde vertrok op 3 januari 1882. Deze tournee was een 'media event' avant la lettre. Overal waar Wilde kwam werd hij zowel verguisd als de hemel in geprezen. Door het geweldige succes van deze tournee ontstond er een ware rage van estheticisme. Met Wildes portret, en zijn karikatuur in Patience, werd reclame gemaakt voor sigaren, gezondheidspoeder, gietijzeren stoofjes en alle mogelijke andere koopwaar. Plotseling werden zonnebloemen en lelies enorm populair. Dat de beroemde estheet door veel critici de grond werd ingeboord, maakte hem alleen maar bekender. In de geïllustreerde tijdschriften werden talloze karikaturen van hem opgenomen. De weerstand die zijn geëffemineerde (verwijfde) uiterlijk opriep leidde ook wel tot onverkwikkelijke scènes; in Oxford kwam zijn gedrag hem op een bad in de rivier de Cherwell en een aanval op zijn studentenkamer te staan. Maar door zijn aplomb wist Wilde dergelijke situaties te beheersen en uit te buiten. Met zijn lange haren, extreme kostuums, esthetische gebaren, exquise voorwerpen en uitgelezen taalgebruik werd Oscar Wilde dan ook het prototype van de dandy.
De esthetische beweging wordt ook gezien in het werk van William Morris en Dante Gabriel Rossetti, en had een blijvende invloed op de Engelse decoratieve kunst. Als woordvoerder van deze beweging werd Wilde een van de bekendste personen van zijn tijd. Naast de bespottingen werden zijn geaffecteerde paradoxen en zijn scherpe, grappige opmerkingen vaak aangehaald.
Wilde trouwde in 1884 met Constance Lloyd en kreeg twee zonen, Cyril (1885) en Vyvyan (1886). Behalve met het geven van lezingen hield Wilde zich in de jaren tachtig bezig met het schrijven voor en het redigeren van tijdschriften. Zo werkte hij als recensent voor de Pall Mall Gazette in de jaren 1887 tot 1889 en was hij in diezelfde jaren ook redacteur van The Woman's World. Wilde schreef ook een aantal langere stukken en publiceerde die samen met kunstkritieken in zijn boek Intentions 1891.

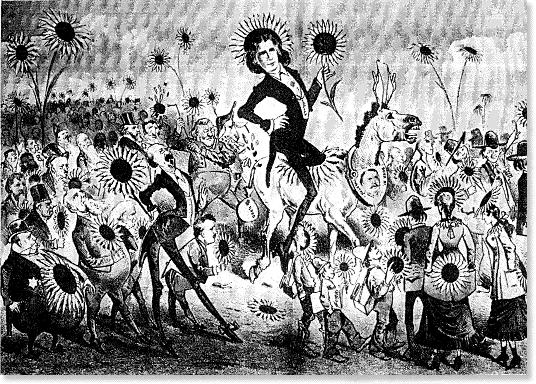
Karikatuur van Wilde in het Amerikaanse weekblad Wasp (1882)

In 1888 verscheen zijn eerste verzameling sprookjes in The Happy Prince and Other Tales, een luxueus verzorgd boek met illustraties van Walter Crane. Drie jaar later werd zijn enige roman uitgebracht, The Picture of Dorian Gray. Critici hebben wel beweerd dat er parallellen waren tussen de hoofdpersoon van het boek en zijn schrijver. Het is een beklemmend boek, waarin de hoofdpersoon ondanks zijn verdorvenheid en slechte levensstijl jong, mooi en gezond blijft, terwijl zijn in de kast bewaarde geschilderde portret steeds verder verloedert en veroudert - tot de griezelige ontknoping.
Wilde had in 1881 al een selectie van zijn gedichten gepubliceerd, die in een kleine kring bewondering opriepen. Na The Happy Prince bracht hij een tweede bundel sprookjes uit in 1891, A House of Pomegranates, door de schrijver naar eigen zeggen niet bedoeld 'voor het Britse kind, noch voor het Britse publiek'. Ook dit boek was schitterend verzorgd en geïllustreerd door Charles Ricketts en Charles Shannon.
Wilde werd in de loop der jaren steeds meer individualistisch. Hij distantieerde zich steeds opener van de heersende moraal in het victoriaanse Engeland. Als kunstenaar eiste hij volledige vrijheid. Daarin werd hij beïnvloed door het werk van de Chinese filosoof Zhuangzi. Wilde voelde zich sterk aangesproken door een filosoof die "leefde in een tijd waarin iedereen zijn deugden voor zich hield en niemand zich met andermans leven bemoeide". Wilde was enthousiast over Zhuangzi's "volmaakte mens" die "al wat buiten zijn bereik ligt aan zichzelf overlaat, door het materiële niet wordt gehinderd. Zijn mentaal evenwicht maakt hem de meester van zijn eigen wereld". Ook volgde hij Zhuangzi's idealen van "zelfontwikkeling en het zich eigen maken van culturele waarden".

### Alfred Douglas en gevangenschap

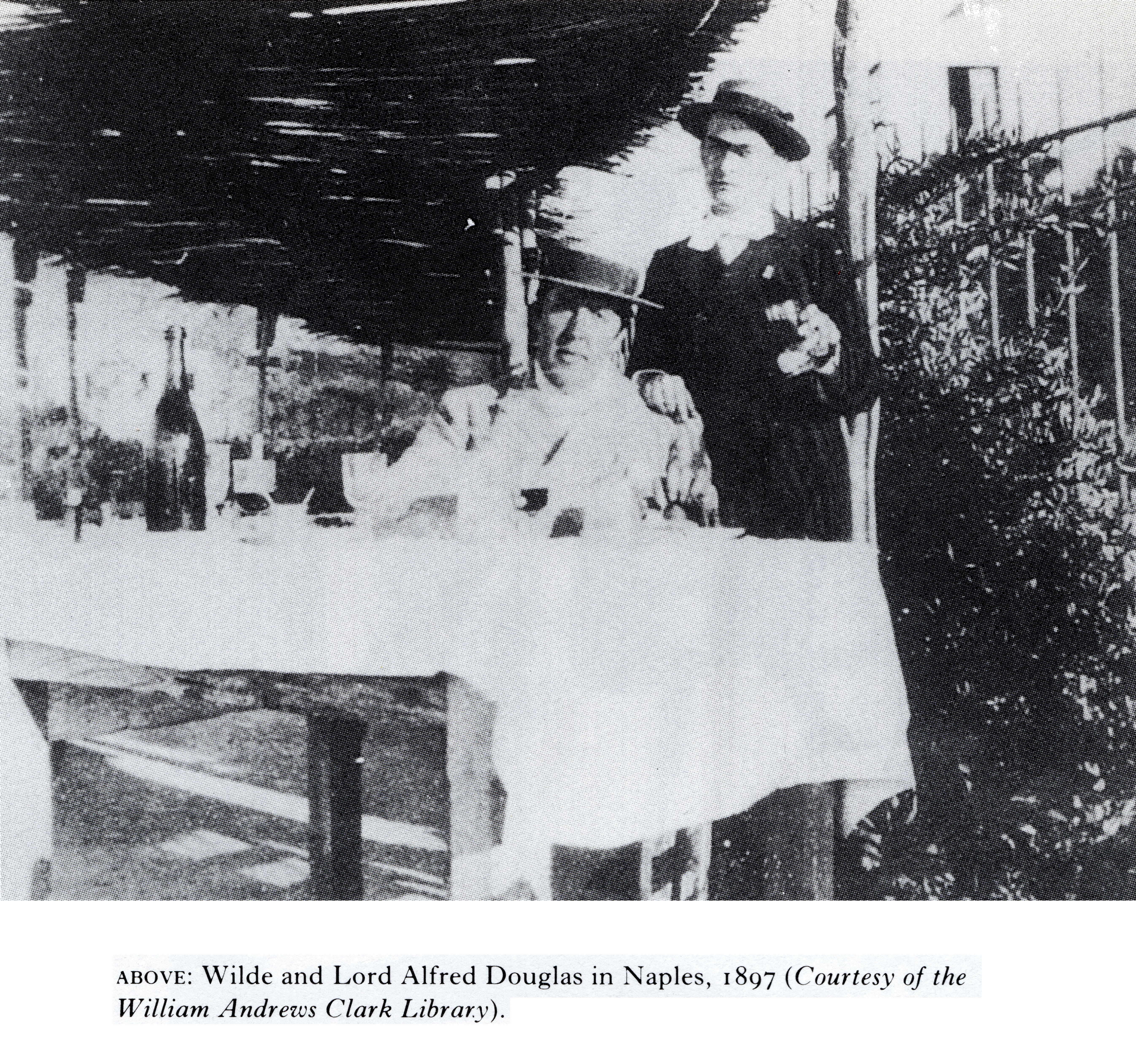
Oscar Wilde en Lord Alfred Douglas in Napels in 1897

In 1891 ontmoette Wilde Lord Alfred Douglas, een zoon van de Markies van Queensberry. De beide mannen werden verliefd op elkaar, ondanks het feit dat Wilde getrouwd was. De vader van Douglas wilde deze relatie beëindigen. In 1895 beschuldigde Queensberry Wilde van sodomie, waarop Wilde in verweer ging en een proces wegens smaad begon tegen de markies. De rechtbank stelde Queensberry echter in het gelijk. In het proces kwam er bewijs naar voren dat Wilde "grove onzedelijke handelingen" had begaan met jonge mannen van lagere afkomst, en nu moest hij zelf in de beklaagdenbank treden. De vervolging heeft niet getracht om het veel zwaarder bestrafte delict "Sodomy", anaal geslachtsverkeer, ten laste te leggen of te bewijzen. Hoewel Wilde de kans heeft gekregen om naar Frankrijk te vluchten koos hij ervoor om dat niet te doen. Oscar Wilde werd gearresteerd en tot twee jaar eenzame opsluiting met dwangarbeid veroordeeld. Zijn vrouw vroeg hierdoor de echtscheiding aan. Toen Oscar dit via Constances broer Otho vernam, stuurde hij op een verzoening aan, en Constance zag af van de echtscheiding. Wel had de naam Wilde inmiddels een ongunstige klank gekregen, en om haar kinderen in bescherming te nemen veranderde Constance haar achternaam in Holland. Zij vertrok naar het vasteland van Europa om de schandalen te ontlopen, maar keerde in februari 1896 terug en bezocht Oscar (wiens moeder juist was overleden) in de gevangenis. Gedurende zijn gevangenschap schreef Wilde een lange brief aan Douglas, die echter pas na zijn dood gepubliceerd werd onder de titel De Profundis.

### Ballingschap en einde

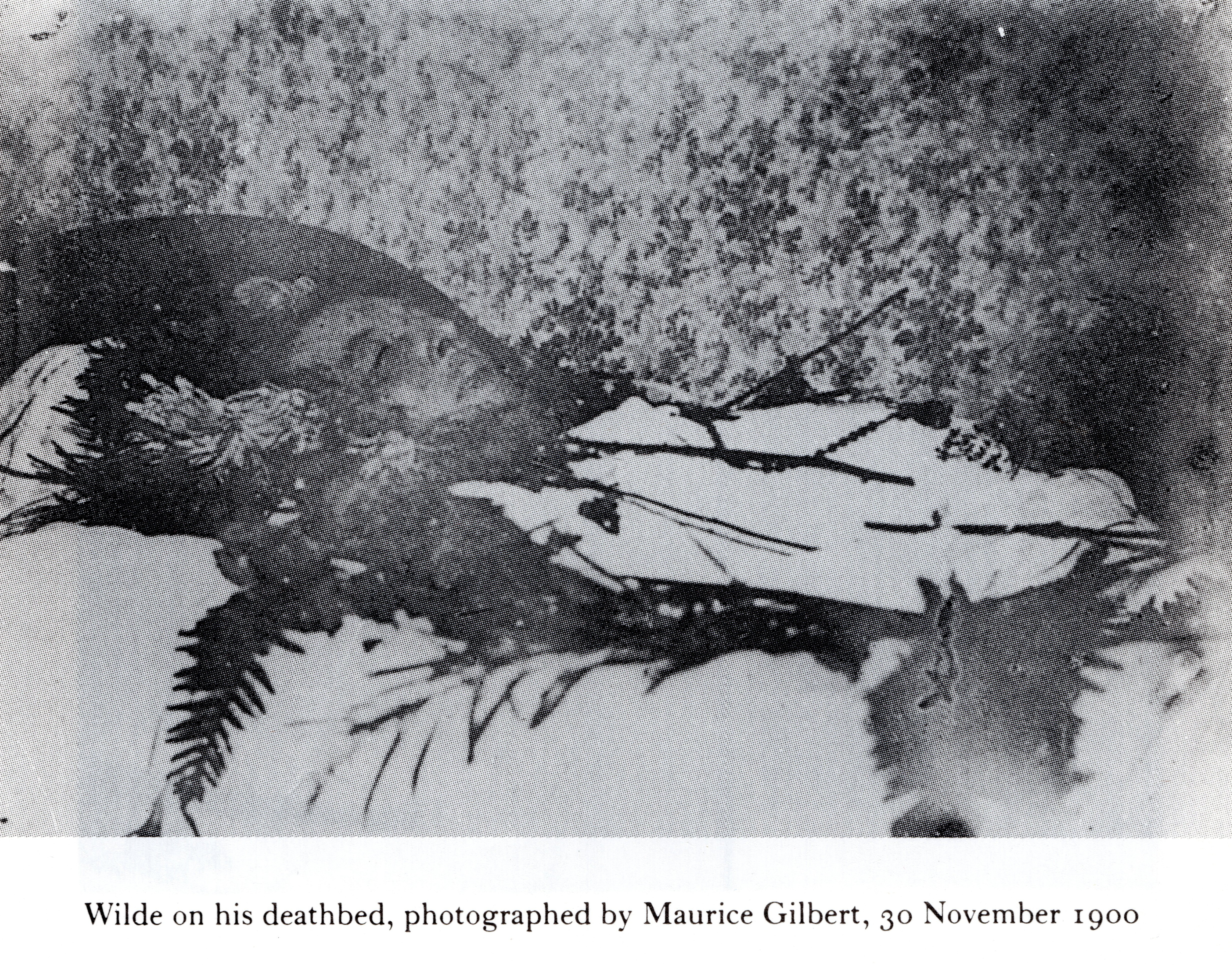
Oscar Wilde on his Deathbed (1900). Foto: Maurice Gilbert

De veroordeling ontnam Wilde meer dan zijn vrijheid en zijn echtgenote. Hij ging failliet, werd ontzet uit de ouderlijke macht over zijn twee kinderen en verloor de auteursrechten op zijn werk. Door zijn gevangenschap was ook zijn gezondheid achteruitgegaan. Hij bracht de laatste jaren van zijn leven door in een armoedige ballingschap in Frankrijk, waar hij op 46-jarige leeftijd aan hersenvliesontsteking bezweek.
Op zijn sterfbed bekeerde Wilde, die als zesjarige al gedoopt was, zich tot het katholicisme. Robert Ross vermeldt in zijn brief van 14 december 1900 aan More Adey:

He was conscious that people were in the room, and raised his hand when I asked him whether he understood. He pressed our hands. I then sent in search of a priest, and after great difficulty found Father Cuthbert Dunne ... who came with me at once and administered Baptism and Extreme Unction. - Oscar could not take the Eucharist".

Wilde was al sinds zijn studententijd gefascineerd door het katholicisme. Zo had hij paus Pius IX in 1877 ontmoet en beschreef hij de Katholieke Kerk "for saints and sinners alone – for respectable people, the Anglican Church will do". Tijdens zijn gevangenschap had Wilde de werken van Augustinus, Dante en kardinaal Newman verslonden, alsook het Nieuwe Testament in het Grieks.

### Graf
Wilde werd aanvankelijk begraven op de begraafplaats cimetière parisien de Bagneux, maar in 1908 was voldoende geld bijeengebracht voor een graf op Père-Lachaise in Parijs. In 1909 werden Wildes stoffelijke resten overgebracht. Het grafmonument is van de hand van de Amerikaans-Britse beeldhouwer Jacob Epstein. In de jaren negentig ontstond de gewoonte het monument te kussen. De sporen van rode lippenstift die hierbij achterbleven bleken slecht verwijderbaar zonder de steen aan te tasten. Sinds 2011 wordt het grafmonument daarom beschermd door tweemeterhoge panelen van doorzichtig kunststof.

## Werk
In 1891 verscheen Wildes enige roman, The Picture of Dorian Gray, een klassiek 'gothic' griezelsprookje met een Faustiaans thema, waarin het estheticisme een belangrijk motief is.
Wilde is echter het bekendst geworden en gebleven door zijn toneelstukken. Vanaf 1892 werd er vrijwel jaarlijks een nieuw toneelstuk van hem uitgebracht: Lady Windermere's Fan (1892) werd gevolgd door A Woman of No Importance (1893), An Ideal Husband (1895) en The Importance of Being Earnest (1895), zijn meesterwerk, waarin hij de aristocratie op de hak neemt.
De toneeldialogen zijn doorspekt met citeerbare oneliners die in het Engels ook tegenwoordig nog vaak worden aangehaald. (Bijvoorbeeld "There is only one thing in the world worse than being talked about, and that is not being talked about" en "I'm glad to hear you smoke. A man should always have an occupation of some kind".) Overigens bedacht Wilde deze aforismen ook juist om er de aandacht mee te trekken; soms zond hij ze als telegram naar The Times.
Een aantal van deze toneelstukken wordt nog steeds gespeeld, met name The Importance of Being Earnest (dat ook verfilmd is) en An Ideal Husband. Wilde was tien jaar lang een uiterst populair toneelschrijver die op ieder moment een of meer toneelstukken in productie had, waarbij hij in populariteit slechts werd overtroffen door George Bernard Shaw.

## Films
Zijn leven is verschillende keren verfilmd: The Trials of Oscar Wilde (1960) met in de hoofdrol Peter Finch en Wilde (1997) met in de hoofdrol Stephen Fry. Ook de acteur Michael Gambon heeft hem in een driedelige televisieserie uitgebeeld (Oscar, 1985). Op 19 juli 2018 verscheen The Happy Prince in de Nederlandse bioscopen, een drama dat de laatste jaren - vanaf ongeveer 1895 - van Oscar Wilde belicht.

## Bibliografie

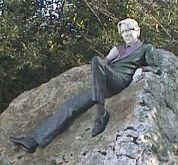
Beeld van Oscar Wilde tegenover zijn ouderlijk huis in Merrion Square, Dublin

### Verhalenbundels
- The Happy Prince and Other Tales (1888) met als bekendste verhalen The Happy Prince, The Nightingale and the Rose en The Selfish Giant.
- Lord Arthur Savile's Crime and Other Stories (1891) met daarin de verhalen Lord Arthur Savile's Crime, The Canterville Ghost, The Sphinx Without a Secret en The Model Millionaire. Een latere toevoeging was het verhaal The Portrait of Mr. W.H..
- A House of Pomegranates (1891)

### Roman
- The Picture of Dorian Gray (1891)

### Toneel
- Vera
- The Duchess of Padua
- Lady Windermere's Fan (1892)
- A Woman of No Importance (1893)
- An Ideal Husband (1894), verfilmd in 1999 door Oliver Parker, met onder anderen Cate Blanchett, Minnie Driver, Rupert Everett en Julianne Moore in de hoofdrollen.
- The Importance of Being Earnest (1895), verfilmd in 2002 door regisseur Oliver Parker. Met onder anderen Rupert Everett, Colin Firth en Reese Witherspoon in de hoofdrollen.
- Salomé
- La Sainte Courtisane
- A Florentine Tragedy

### Poëzie
- Poems (1881), met onder andere de gedichten Requiescat en Madonna Mia
- On the Sale by Auction of Keats' Love Letters (1885)
- The Sphinx
- The Ballad of Reading Gaol
- Ravenna

### Prozagedichten
- Poems in Prose, een verzameling van zes prozagedichten

### Essay
- The Soul of Man under Socialism
- Phrases and Philosophies for the Use of the Young

### Brieven
- The complete letters of Oscar Wilde. Ed. by Merlin Holland and Rupert Hart-Davis. London, 2000 (Bevat ook de brief De Profundis).[7]